# 高金
高金，學者稱为孟門先生，山西承宣布政使司太原府石州（今山西省離石縣）人，明朝政治人物、同進士出身。

## 生平
正德十一年（1516年）丙子科山西鄉試舉人，嘉靖五年（1526年）丙戌科進士，授行人司行人，八年九月选授兵科給事中，上疏反对明世宗迷信方术，下詔獄，後释放。十一年三月升户科右，十二年七月升兵科左。
嘉靖十四年（1535年）任直隸大名府知府，十七年二月升山東副使。累官蘇松兵備副使。

## 家族
曾祖父高整；祖父高岱，景泰丙子举人，山東觀城知縣。祖母李氏。伯父高崇熙，四川巡抚；高重省，弘治二年己酉举人；父高崇明（？-1520年），字文昭，號潜庵，官丘县知县。母馮氏，封太恭人。次弟高全，次高介，麟游县丞，次高佥，三河主簿，再迁寿州吏目。